# 388th Fighter Wing

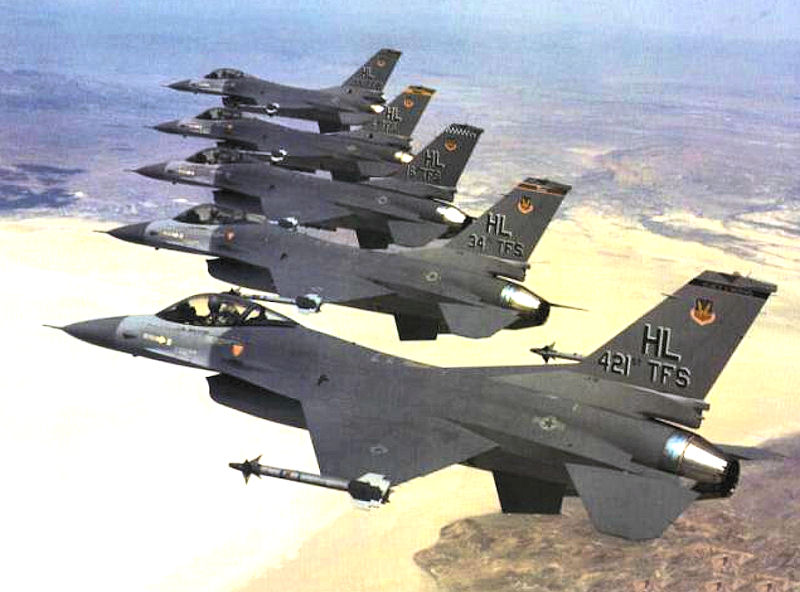
F-16 Fighting Falcons du 388th Fighter Wing en 1985.

Le 388th Fighter Wing (388e Escadre de Chasse) est une unité de l'United States Air Force affectée à l'Air Combat Command. L'unité est stationnée sur la base de Hill Air Force Base, dans l'Utah.

## Historique

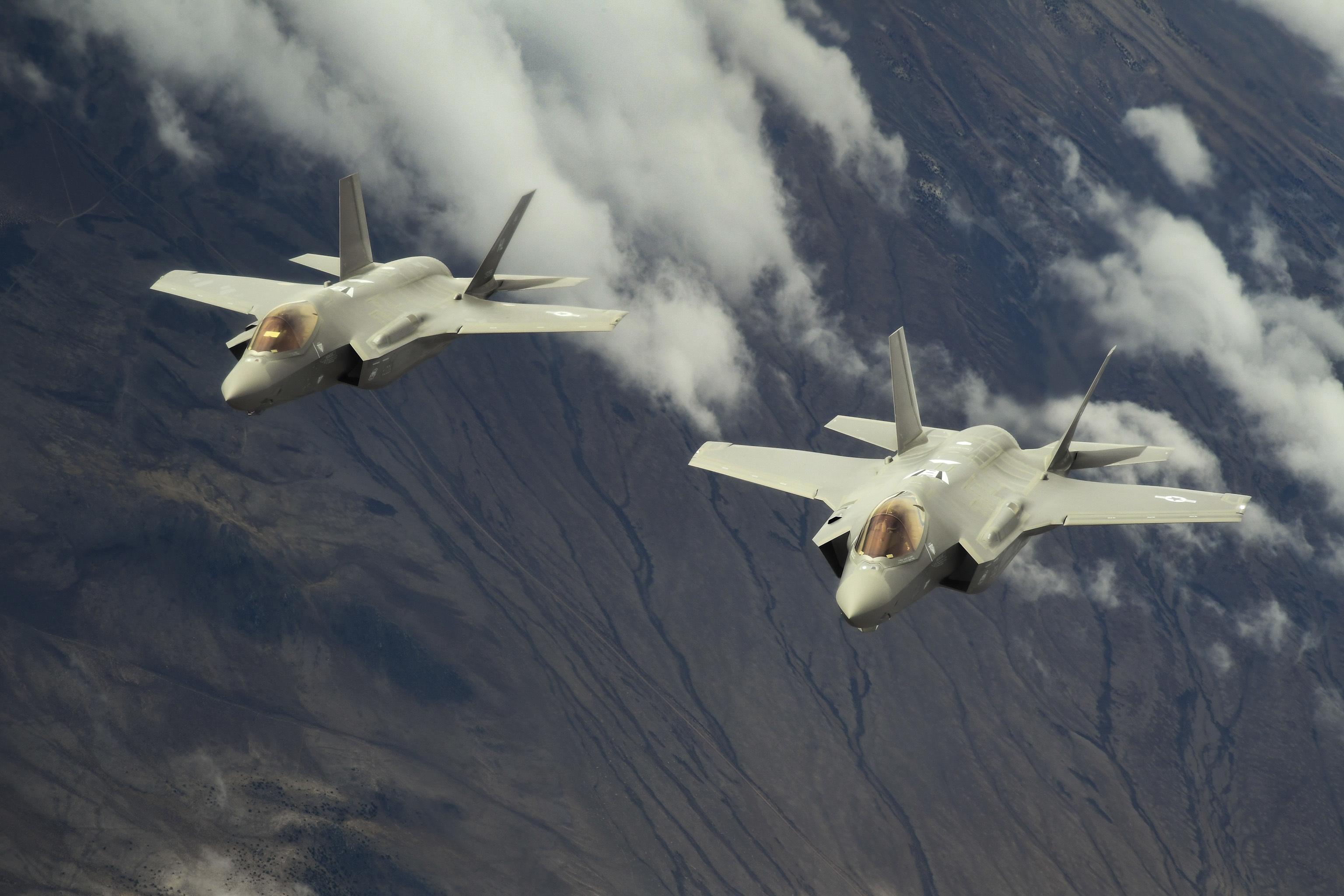
Deux F-35A de l'escadre en 2017.

L'escadre reçoit ses premiers F-16 en 1979. Elle aura différentes versions de ce chasseur pendant 38 ans.
Le 2 septembre 2015, les deux premiers Lockheed Martin F-35A Lightning II arrivent sur la base aérienne de Hill. La transition avec cet appareil se termine en 2019. Les derniers F-16 sont retirés en 2017.

## Unités
388th Operations Group (388 OG)
- 4th Fighter Squadron (4 FS)

L'escadron est équipé de 18 chasseurs F-16C jusqu'à environ 2015, 24 F-35A en 2020
- 421st Fighter Squadron (421 FS)

L'escadron est équipé de 24 chasseurs F-16CG jusqu'à environ 2015, 24 F-35A en 2020
- 34th Fighter Squadron

L'escadron est équipé de 24 F-35A en 2020.

Au total, l'escadre compte (avec 6 F-35A en réserve) un total de 78 F-35A en 2020.

### Appareils
- F-16 (1979-2017)
- F-35A (2015-...)